# Trichostylum longivittatum
Trichostylum longivittatum är en tvåvingeart som beskrevs av Barraclough 1992. Trichostylum longivittatum ingår i släktet Trichostylum och familjen parasitflugor. Inga underarter finns listade i Catalogue of Life.